# Шютценвізе

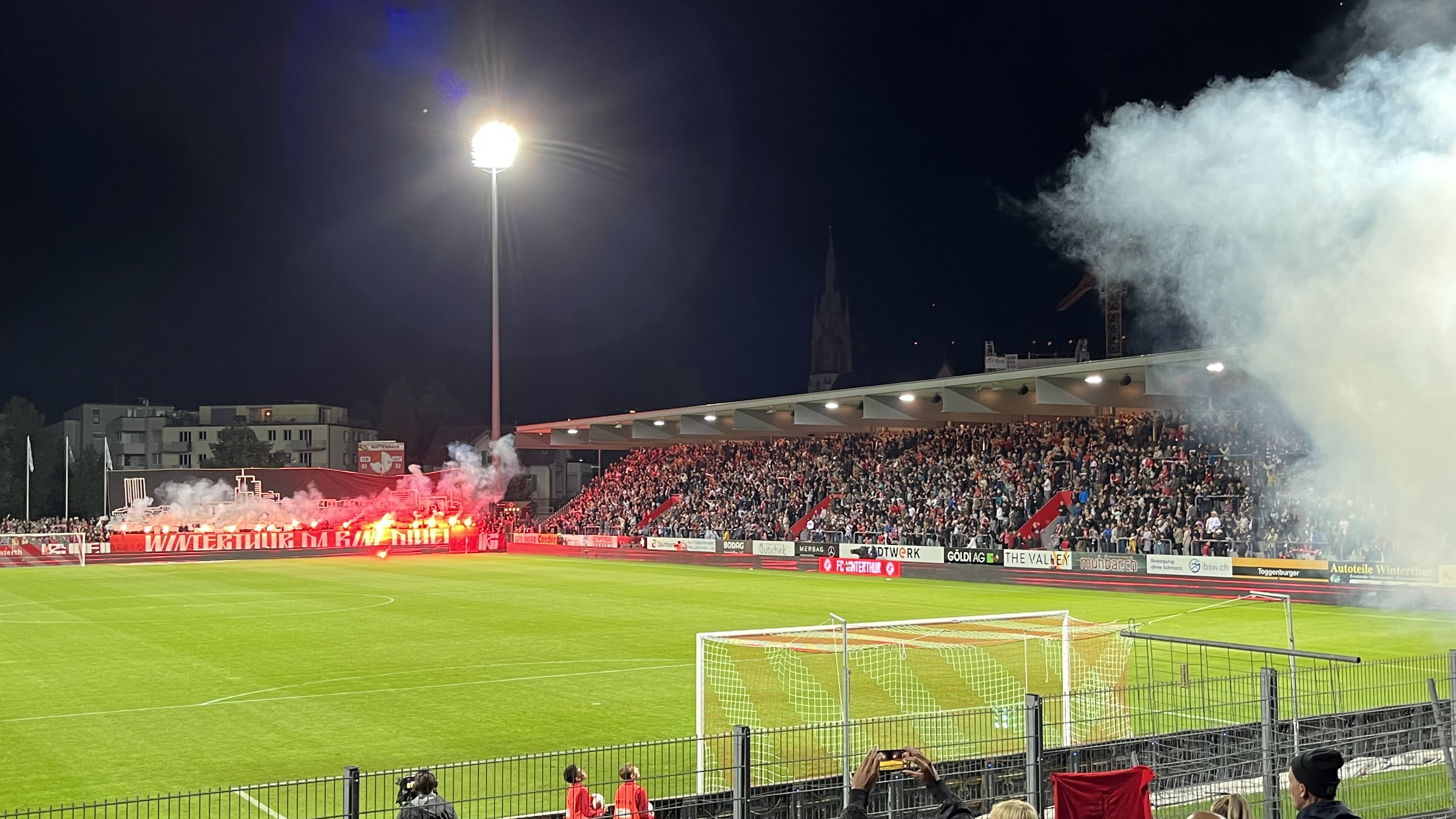
Шютценвізе у 2022

Шютценвізе (нім. Stadion Schützenwiese) — футбольний стадіон, розташований у місті Вінтертур, Швейцарія. Є домашнім стадіоном для команди «Вінтертур». Максимальна місткість стадіону 14 987 осіб. Рекорд відвідуваності був встановлений під час матчу з гандболу між Швейцарією і Німеччиною і склав 23 000 осіб. Власником стадіону є місто.